# Aït Aïssa Mimoun
Aït Aïssa Mimoun est une commune de la wilaya de Tizi Ouzou en Algérie, située à 10 km au nord-est de Tizi Ouzou.

## Géographie

### Situation
Aït Aïssa Mimoun est une commune algérienne située au nord de la wilaya de Tizi Ouzou. Elle est construite principalement dans un petit massif montagneux, séparant la chaîne côtière du massif central dont le versant nord prend pied de la vallée de Oued Stita, jusqu'au sommet d'Ighil Bouchène, à travers les villages de Menâam, Iffouzer et Akouadj. Elle s'étend vers le massif central de la Kabylie, de la vallée du Sebaou et de Tala ililane pour s'étaler sur Mendjeh avec une large terrasse sur Igounane Ameur (Laziv) .
| Makouda      | Boudjima         | Ouaguenoun |
| Sidi Nâamane | Aït Aïssa Mimoun | Ouaguenoun |
| Tizi Ouzou   | Tizi Ouzou       | Tizi Ouzou |

La commune de Aït Aïssa Mimoun est composée de sept agglomérations : Tala Ililane, Akaoudj, Imkechrene, Tahanouts, Ighil-Bouchène, Boussouar et Agouni Ouverrouak.
À sa création en 1984, la commune est composée de vingt-trois localités :
- Agharmiou
- Agouni Taga
- Aït Khelfats
- Aït Brahem (Ath Brahem)
- Village Akaoudj
- Akhrib Azza
- Asma
- Boussouar
- Dhalouth
- El Kelâa
- Ighil Bouchène
- Igounane Ameur (Laziv)
- Ikhelouiyène
- Imkechrene
- Menâam
- Mendjeh
- Oumlil
- Thahanouts
- Thala Gahia
- Thimeli
- Timizart Boualim
- Tizi Tekharoubt
- Tizi Tzougarth

## Localités de la commune

### Tahanouts ou Thahanouts

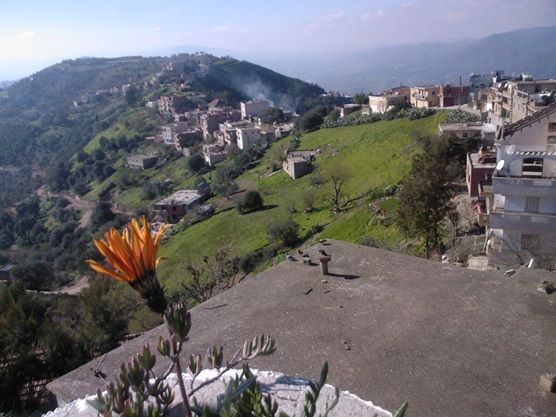
Le village Tahanouts

Tahanouts ou Thahanouts est une localité principale de Aït-Aïssa-Mimoun située à 15 Km de Tizi-Ouzou. Elle domine toutes les autres agglomérations, s'élevant à 801 mètres.
Les conditions climatiques sont rudes en hiver, plus clémentes en été. Par sa position, le village a joué un rôle important durant la guerre de libération et ses habitants en subiront les conséquences.
Étymologiquement, le nom Tahanouts qui signifie magasin ou boutique. Une autre signification serait « la boutique du forgeron » ou « du maréchal ferrant ». Thahanouts-Ou-Heddadh se réfère à Hara-Iheddadhen, un quartier qui existe encore de nos jours.
D’après les ancêtres, ce forgeron serait l’un des premiers habitants à s’installer ou à occuper les lieux et prêtait alors ses services aux petits agriculteurs de tous les villages avoisinants.

## Galerie

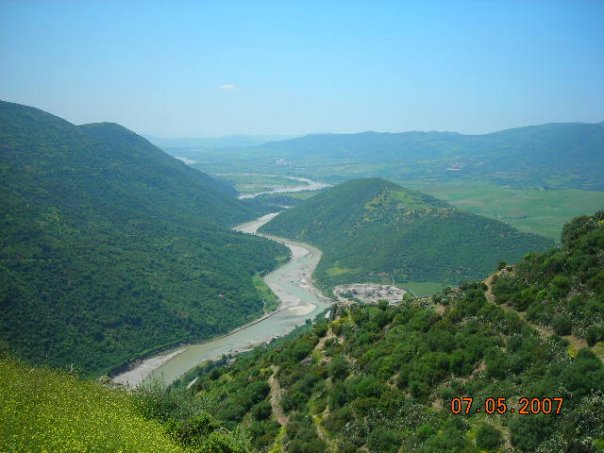
Paysage depuis le village d'Akaoudj
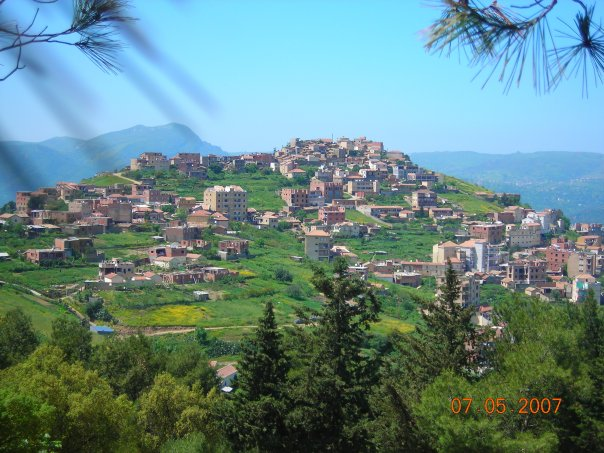
Vue du sud du village d'Akaoudj
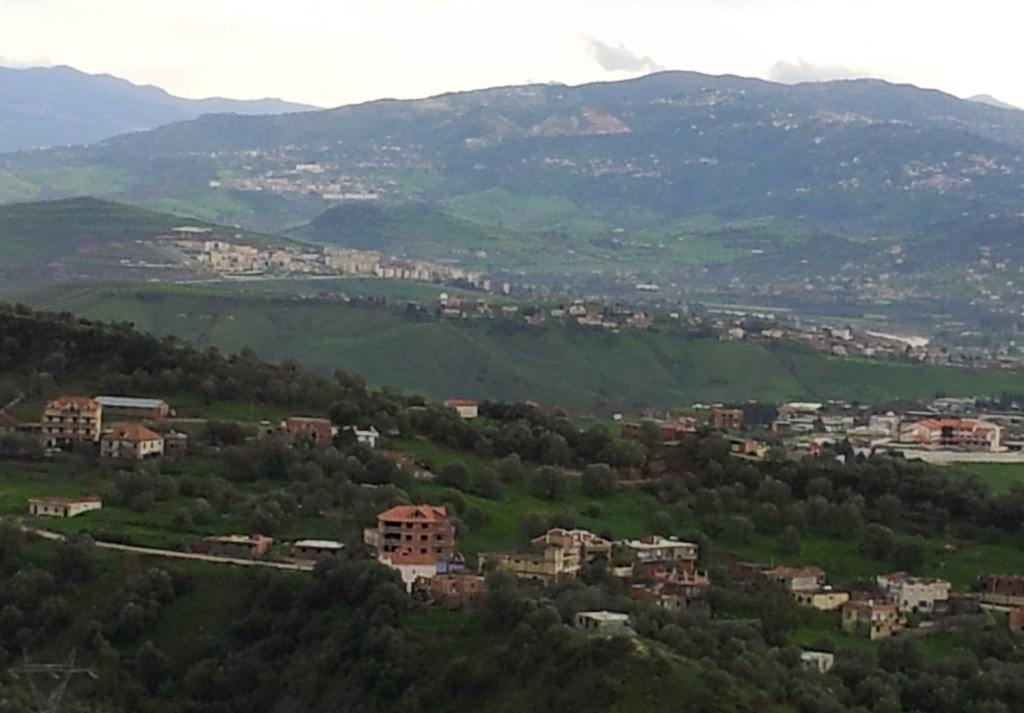
Village Oumlil
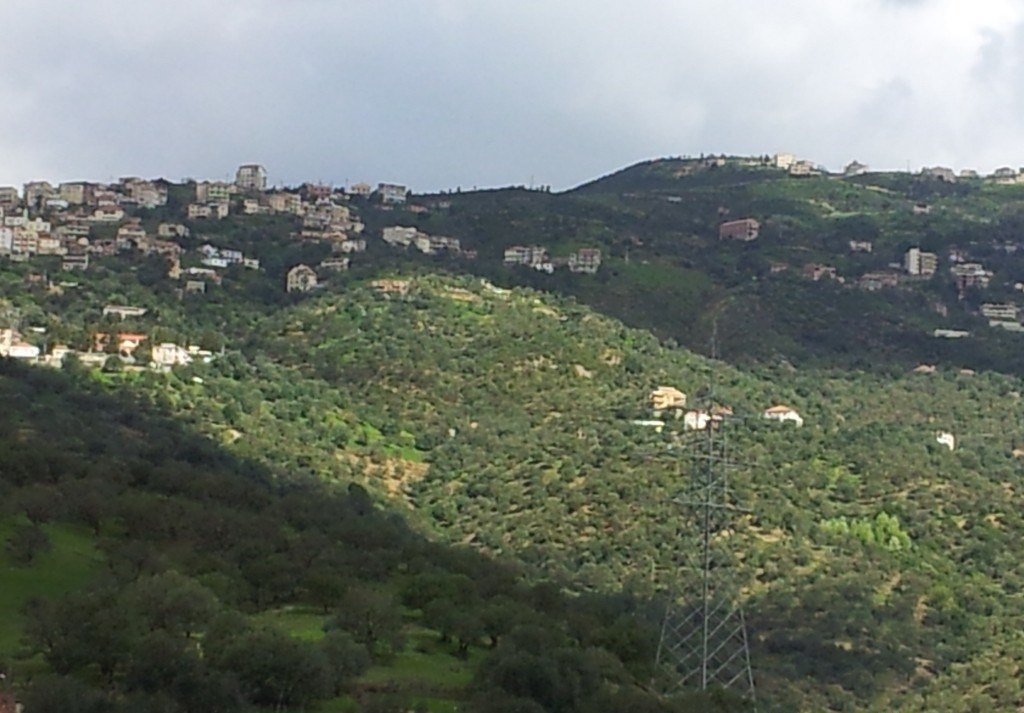
Village Agueni Nameur (Laziv)
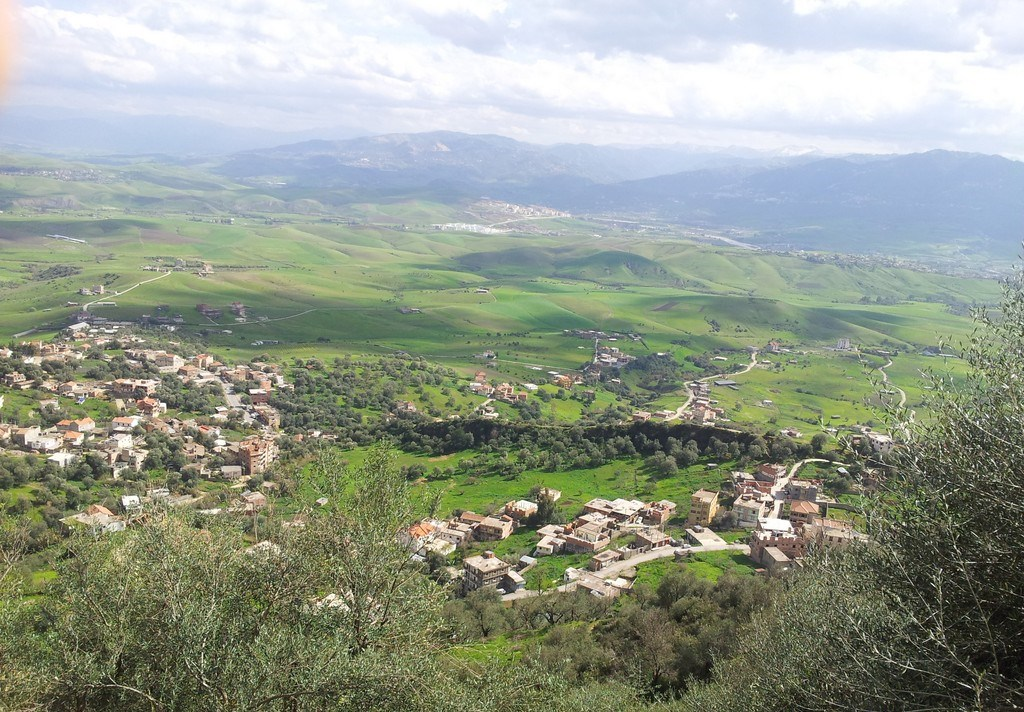
Villages Akarou Thanouts, Agharmiou et Lazib Ouhadadh
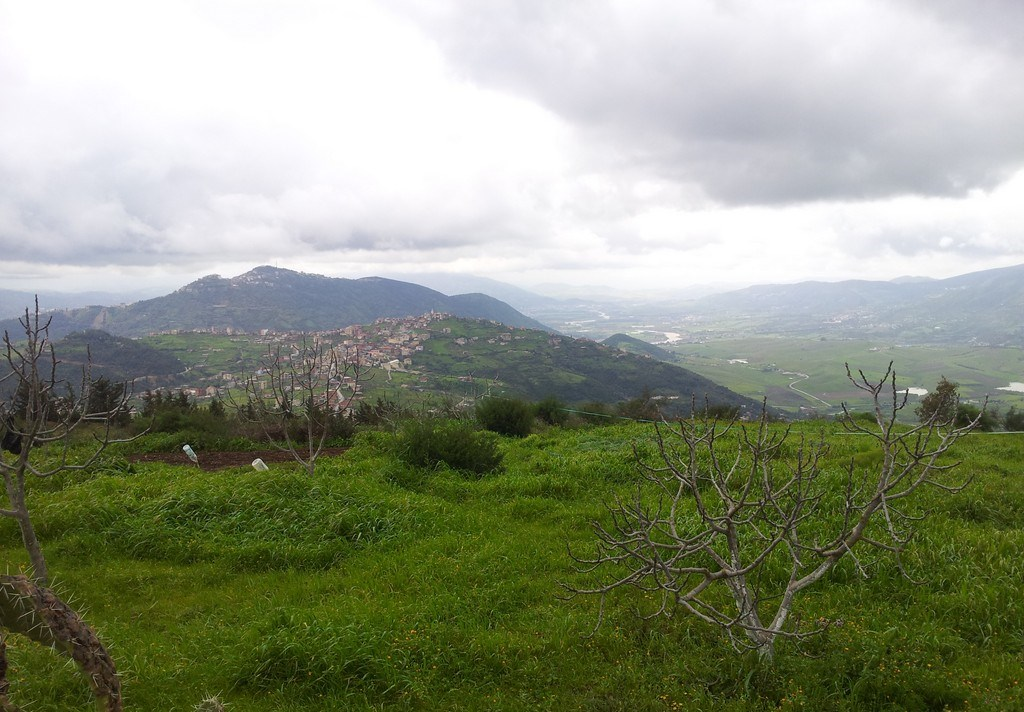
Village Akaoudj vue de sidi Slimane a Thahanouts
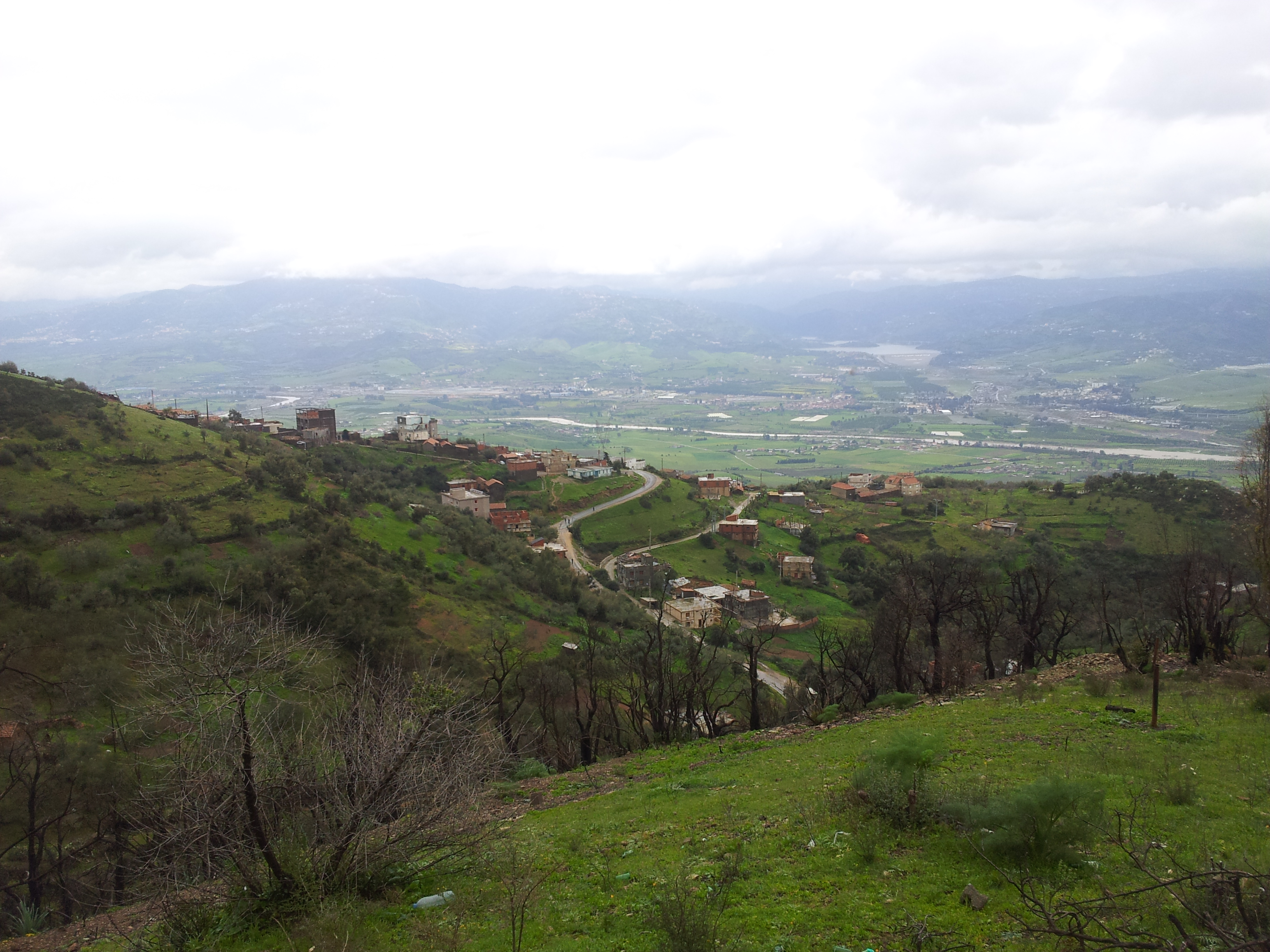
Village Boussouar
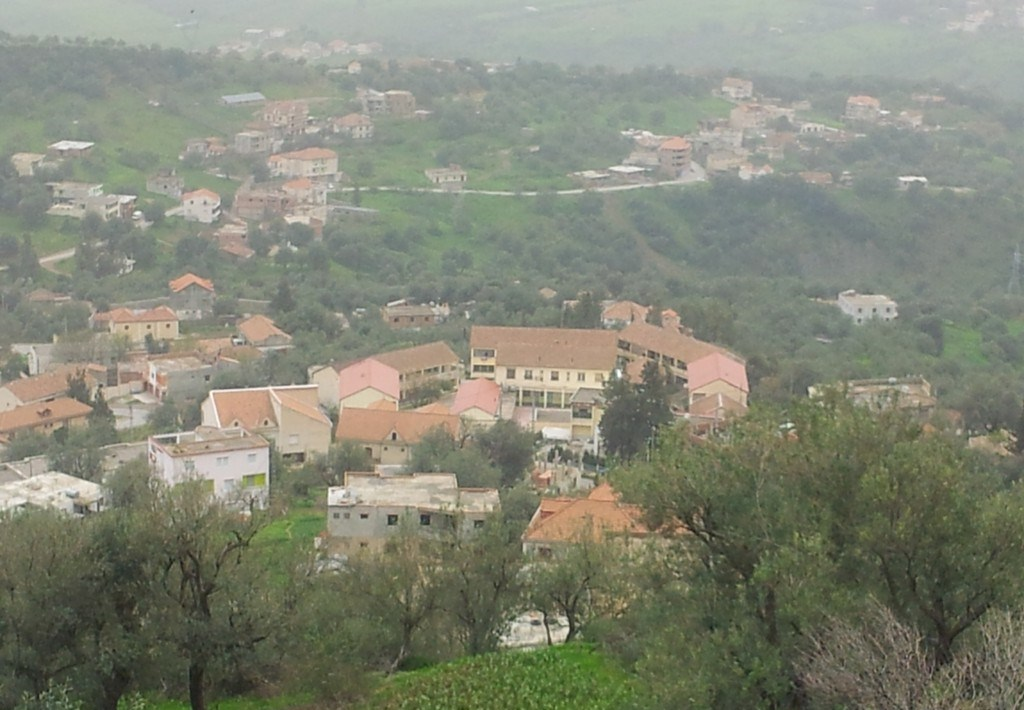
Village Thala Ililane
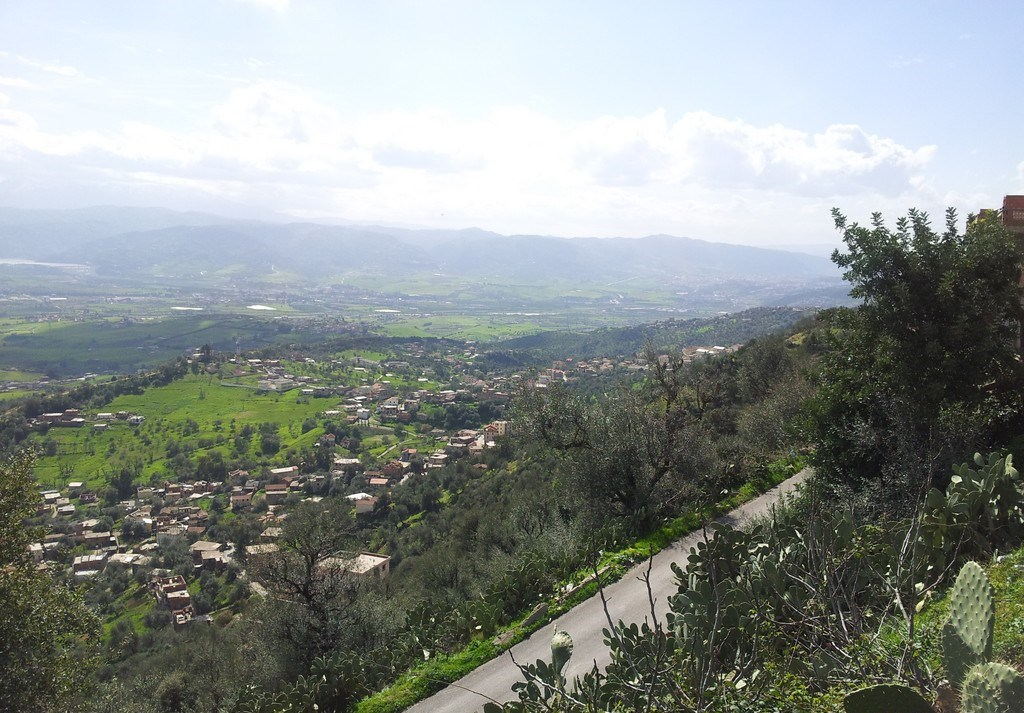
Village Mendjeh
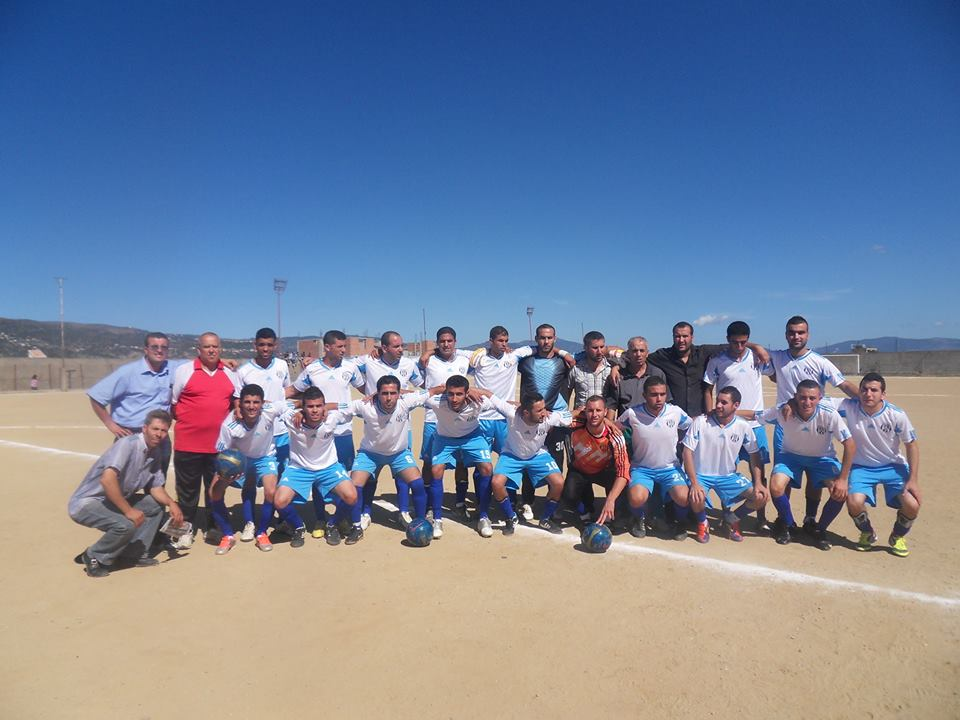
Club de Football CSA OUMLIL
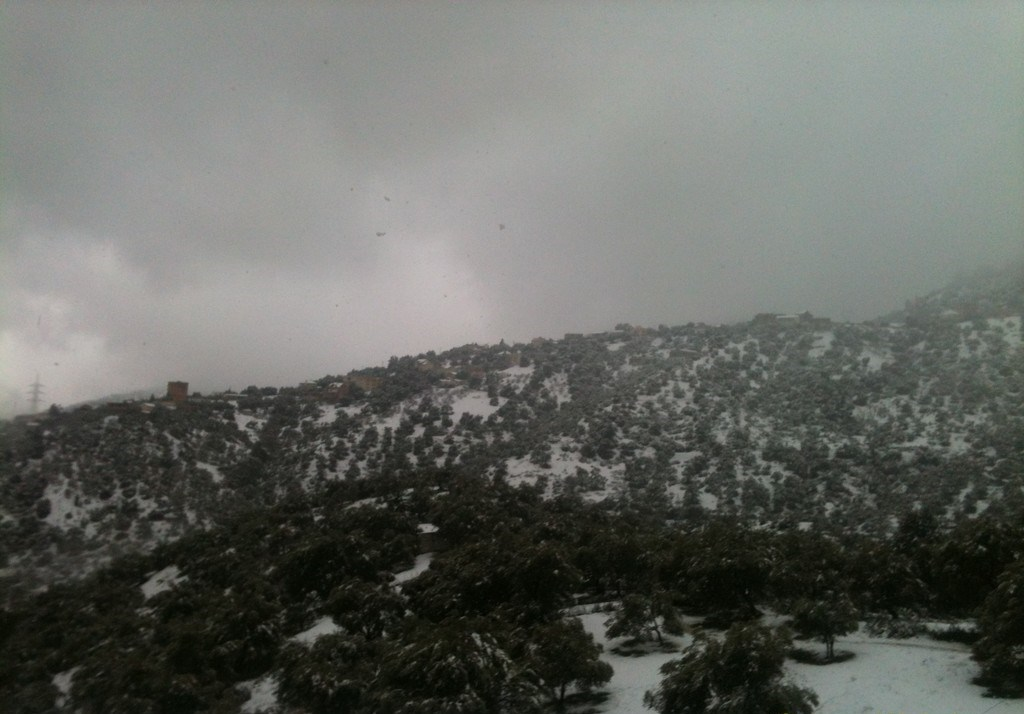
Village Thimeli sous la neige, février 2012
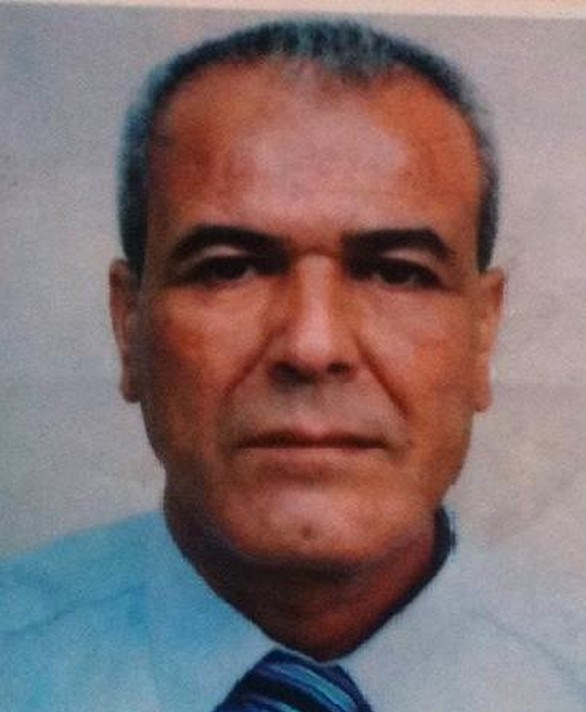
Maire Chabane Akli
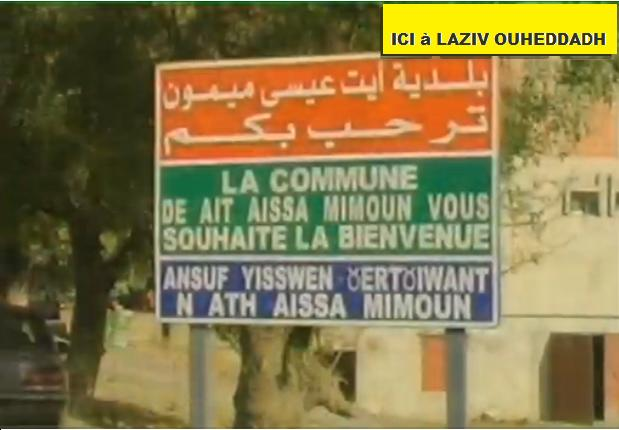
Panneau routier de bienvenue
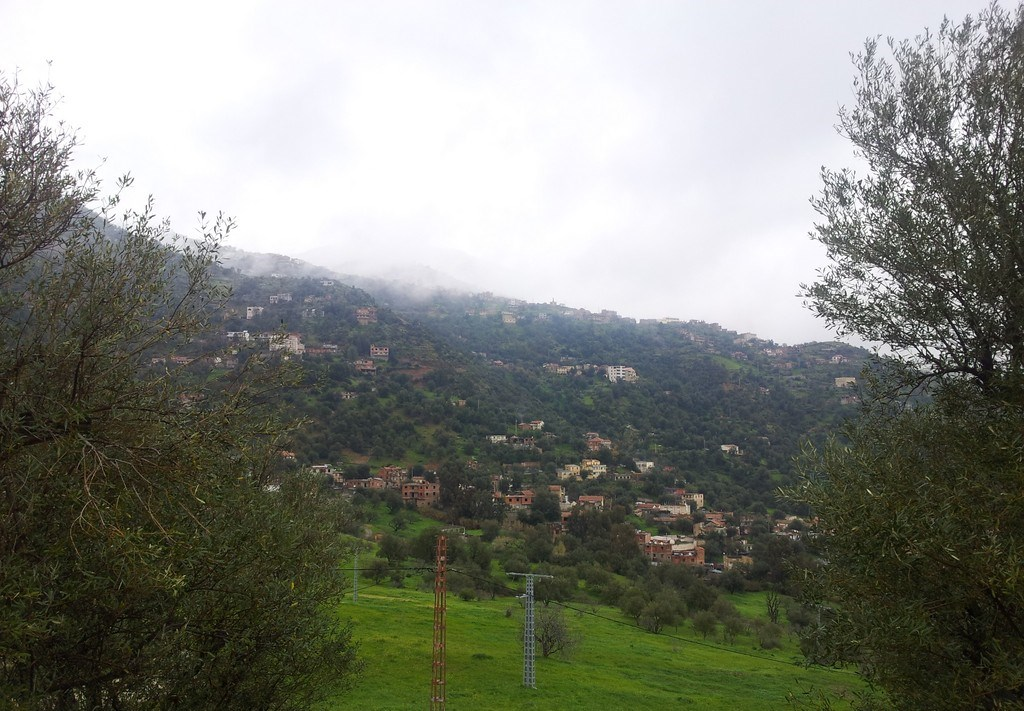
Village Mendjeh
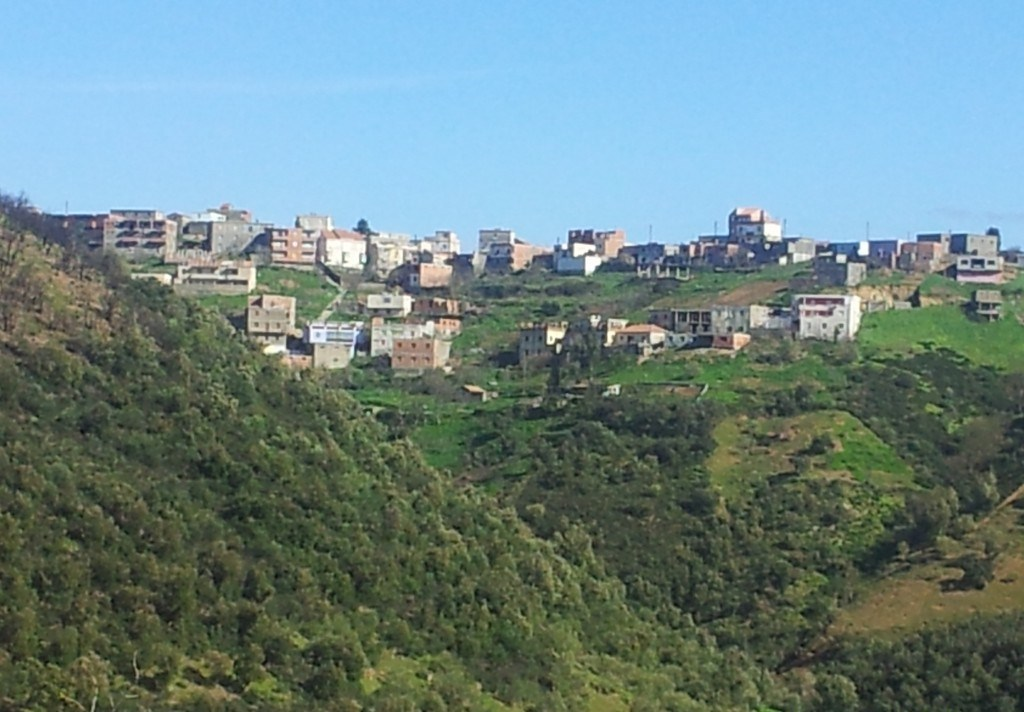
Village Tahanouts
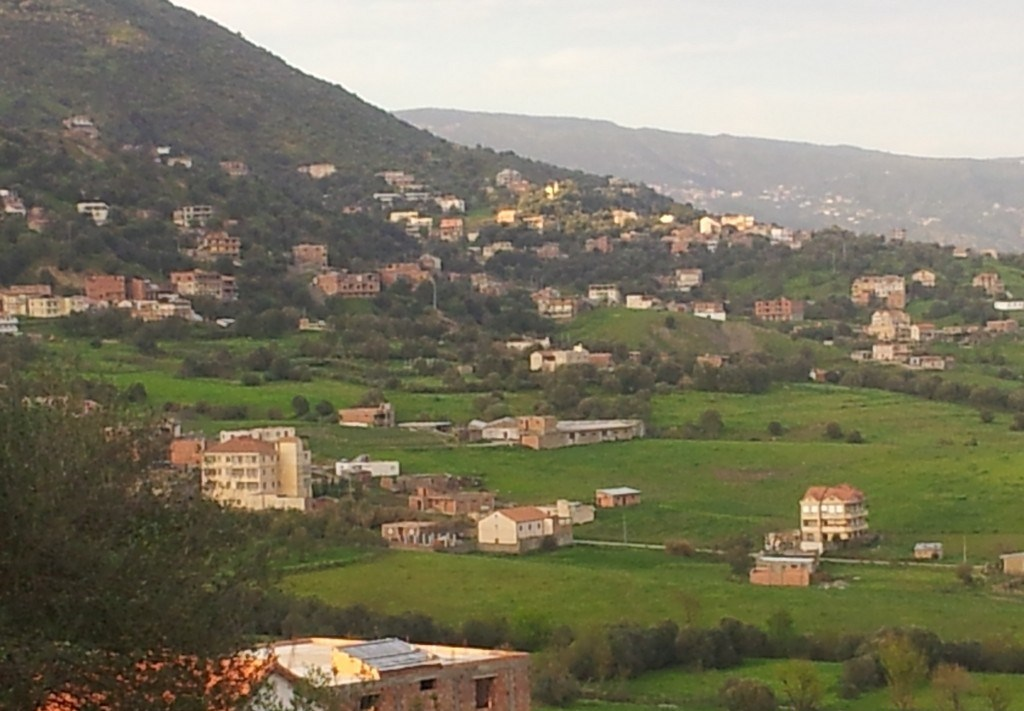
Village Thala Gahia (2)
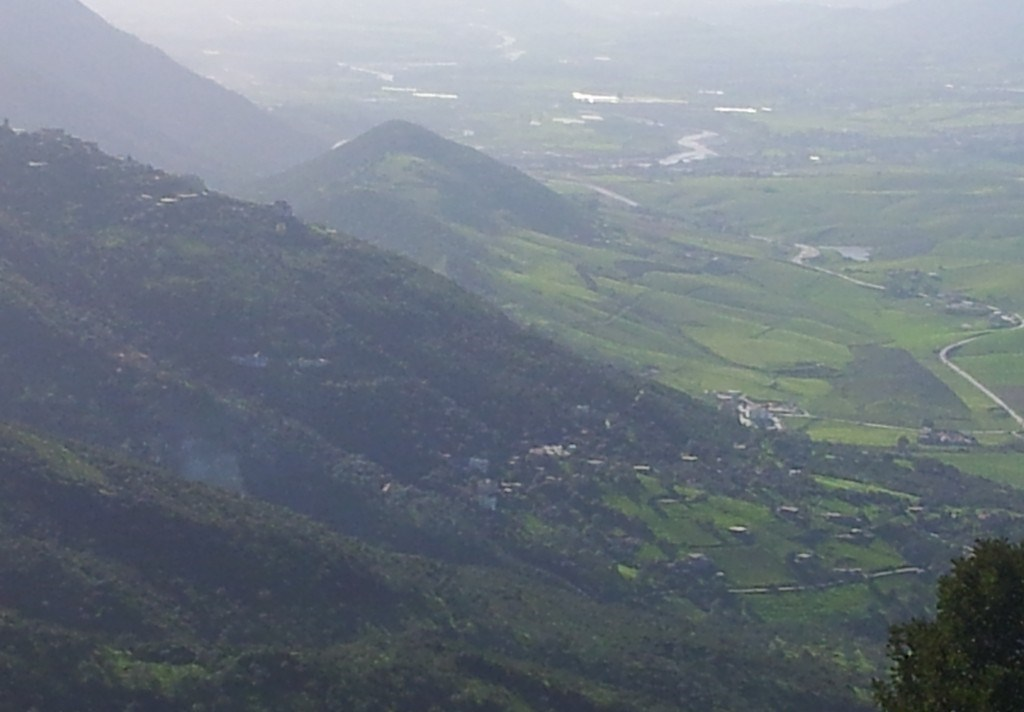
Village Akhriv Azza (2)
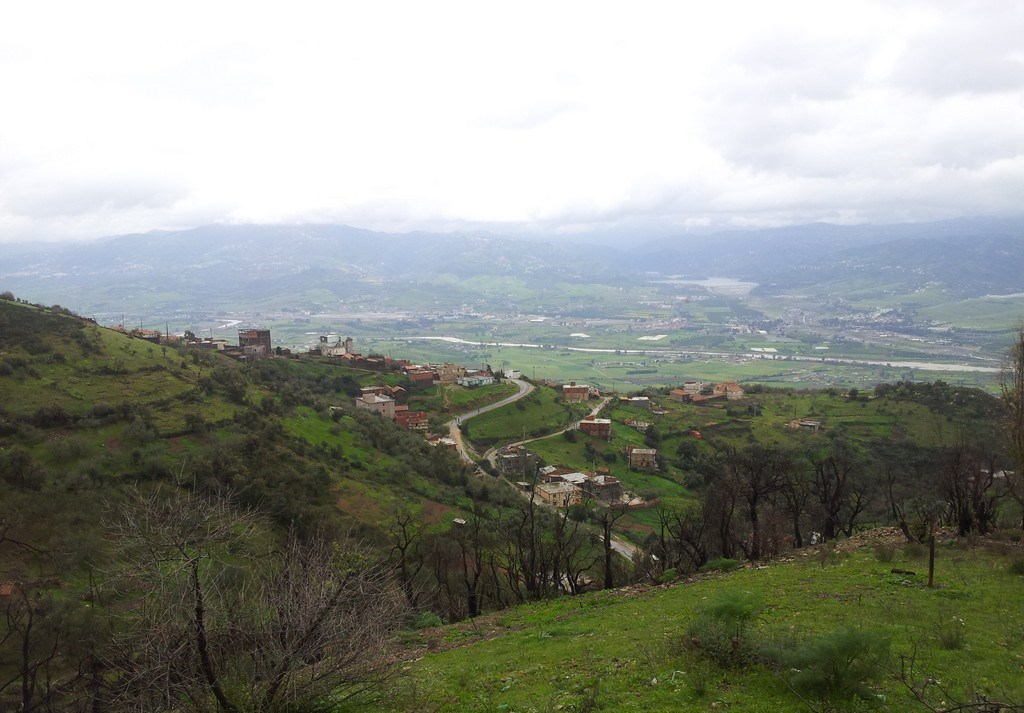
Boussouar
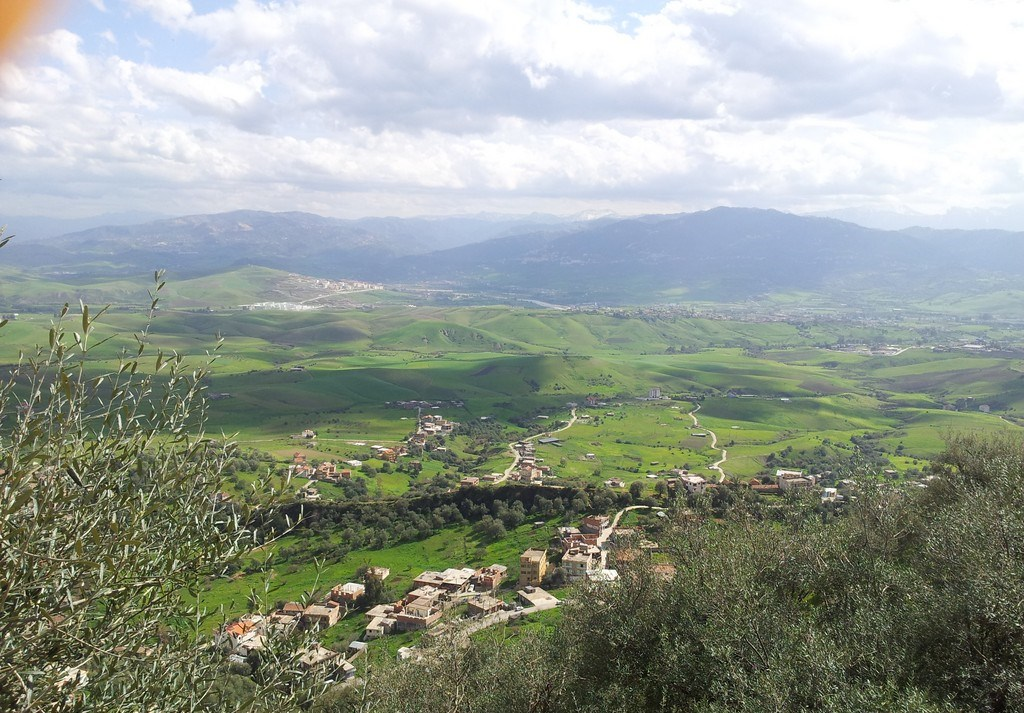
Paysage au sud vu da Ait Brahem
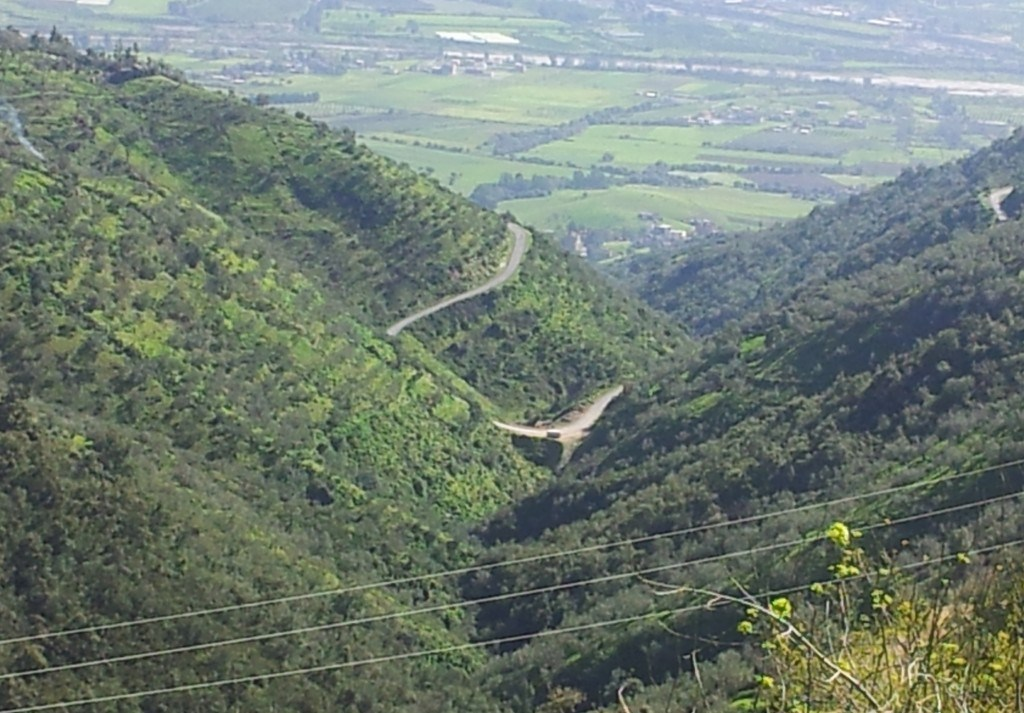
Ighzer Laziv
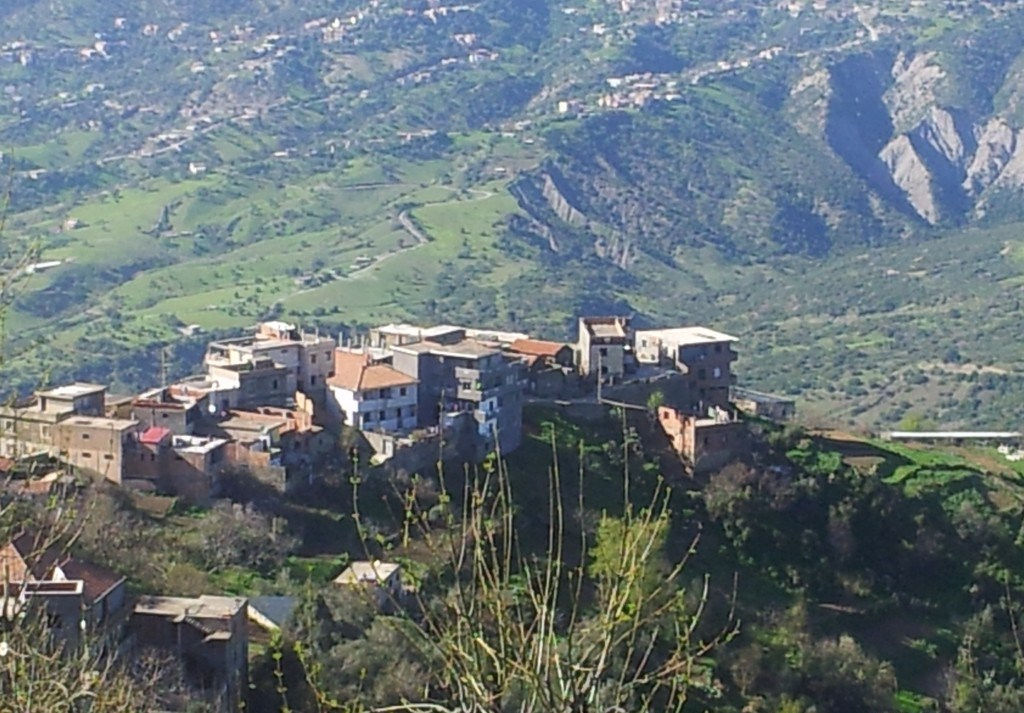
Ath Khelfats
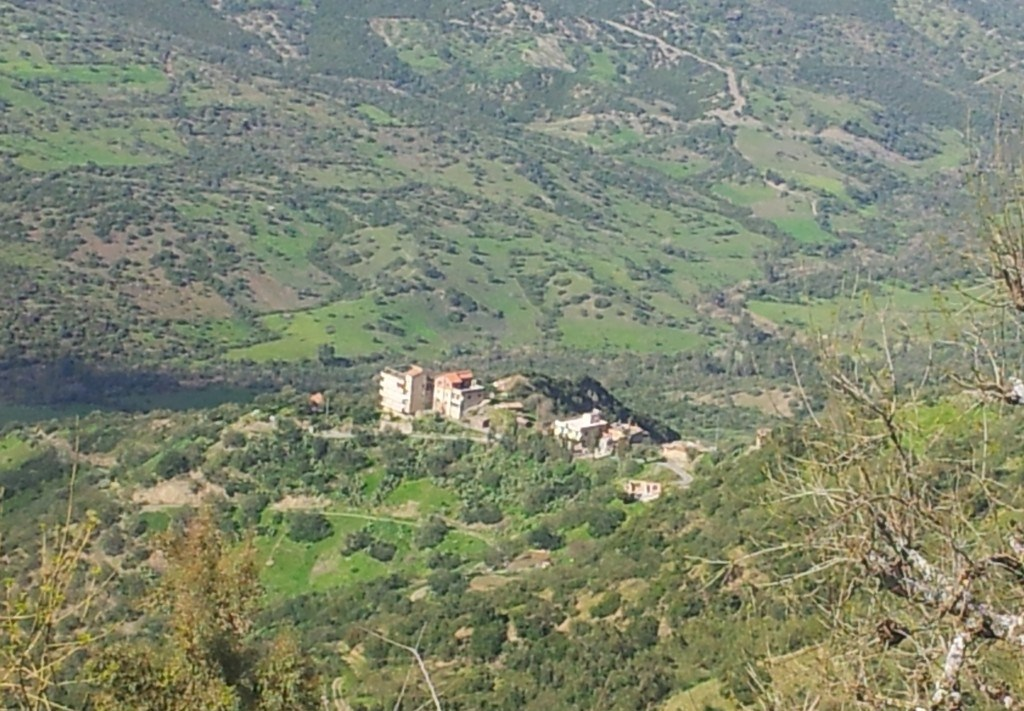
Iboussadène
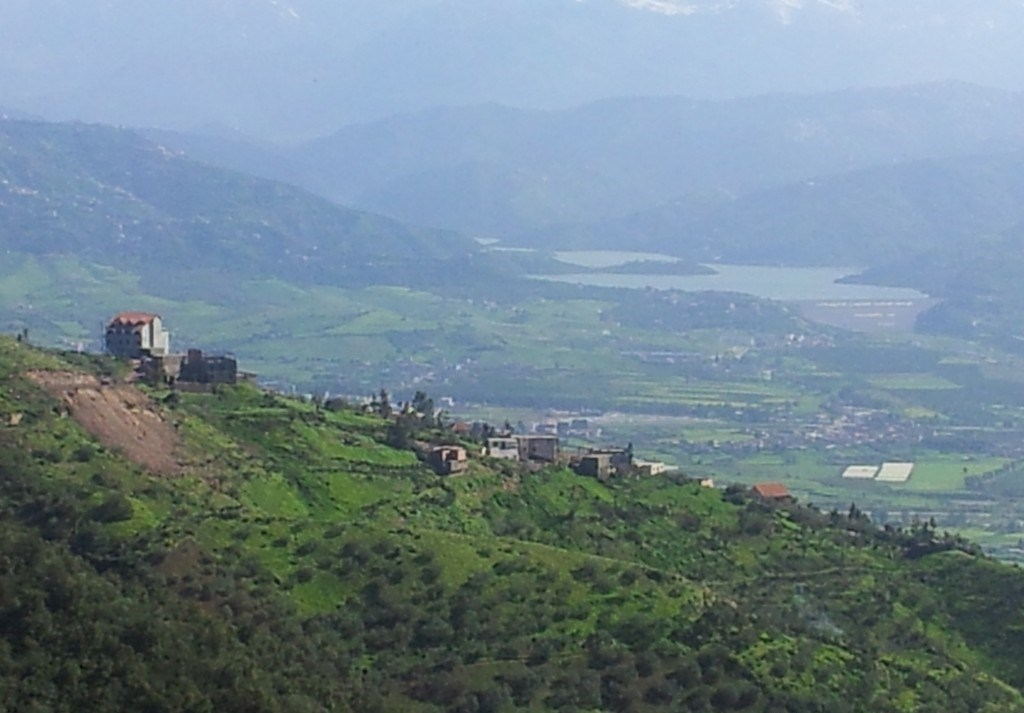
Barrage de Taksebt vu de Thahanouts
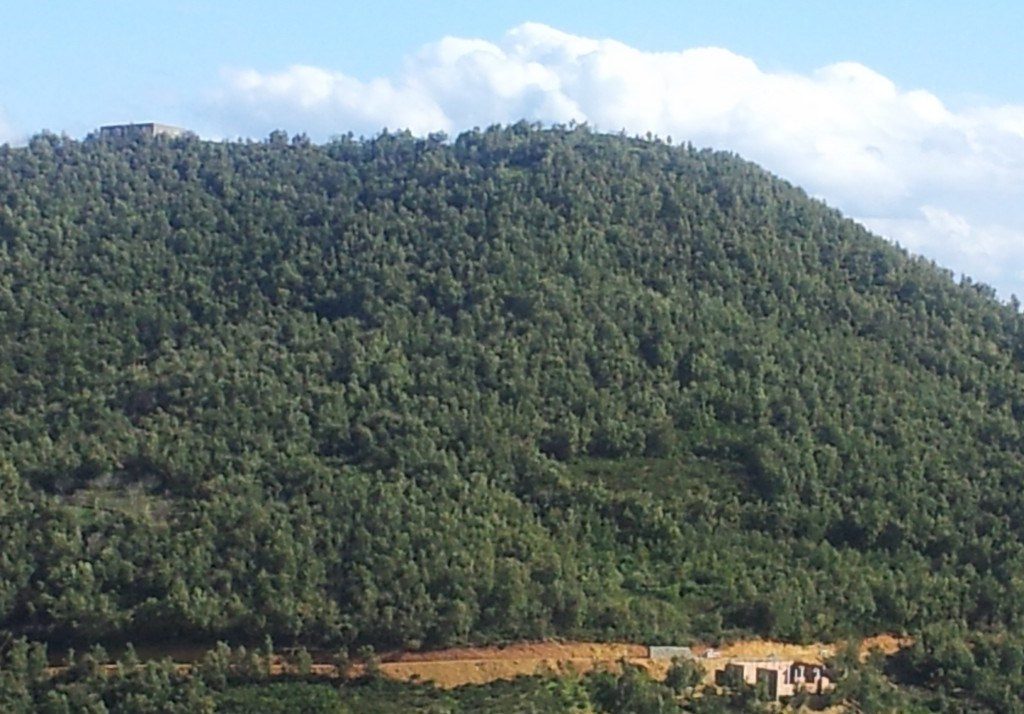
Foret de Thahanouts
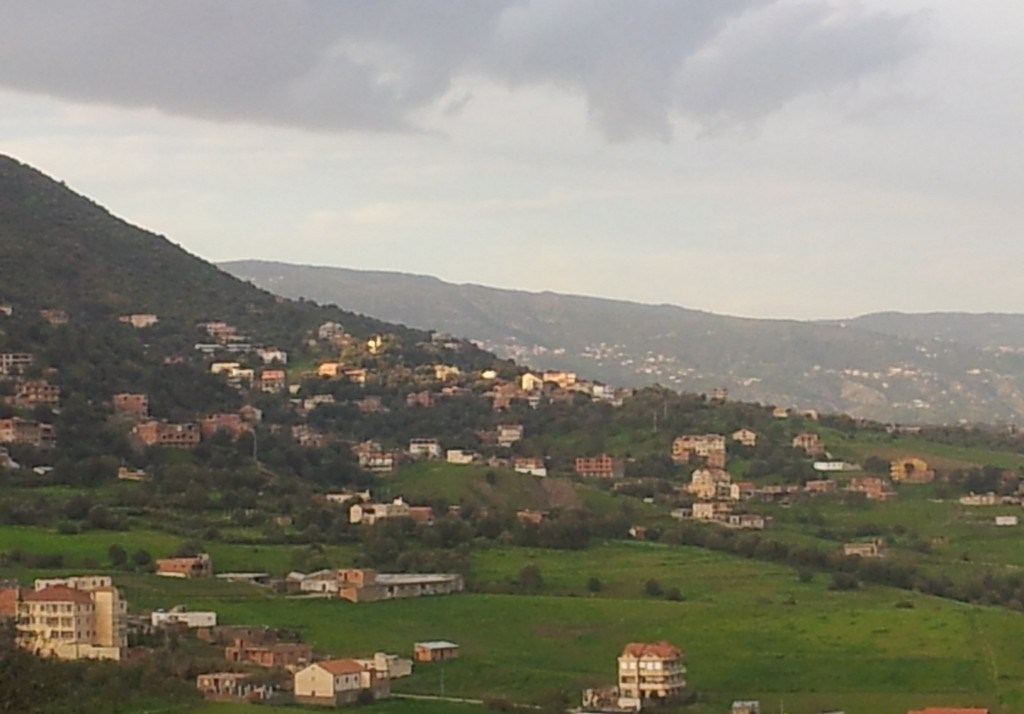
Thala Gahia
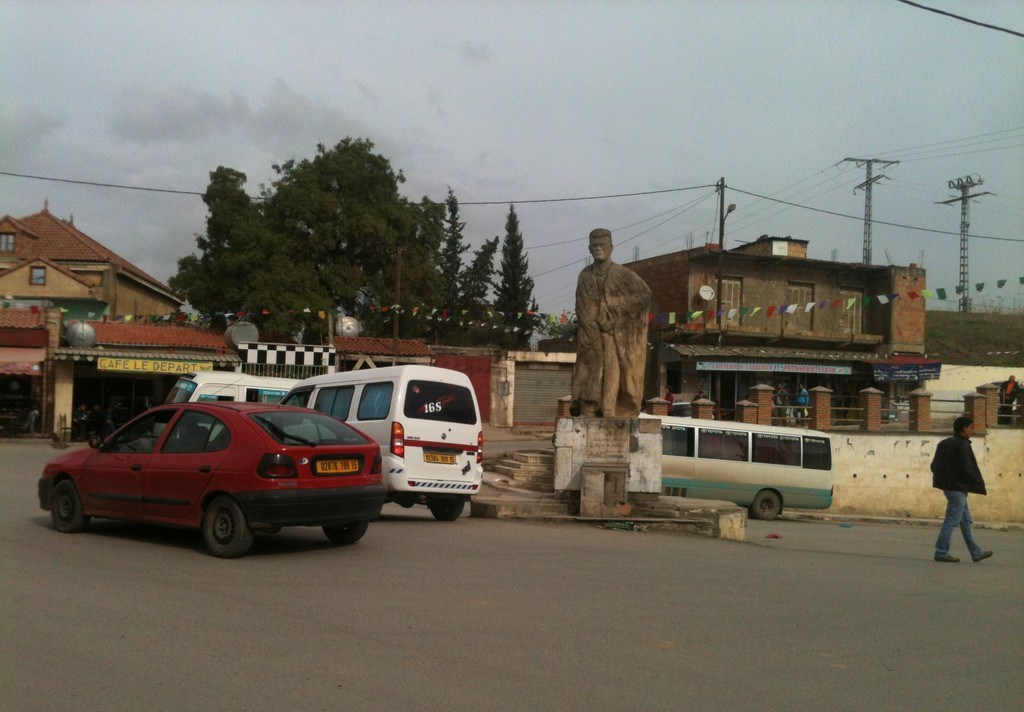
Centre de Tikobain 1
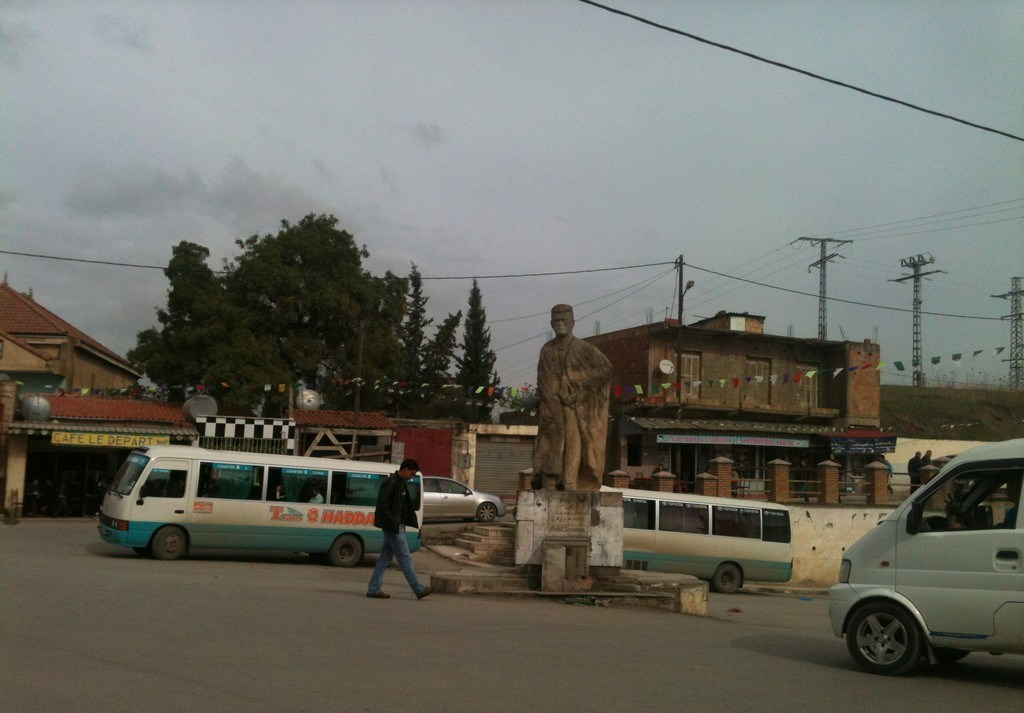
Centre de Tikobain
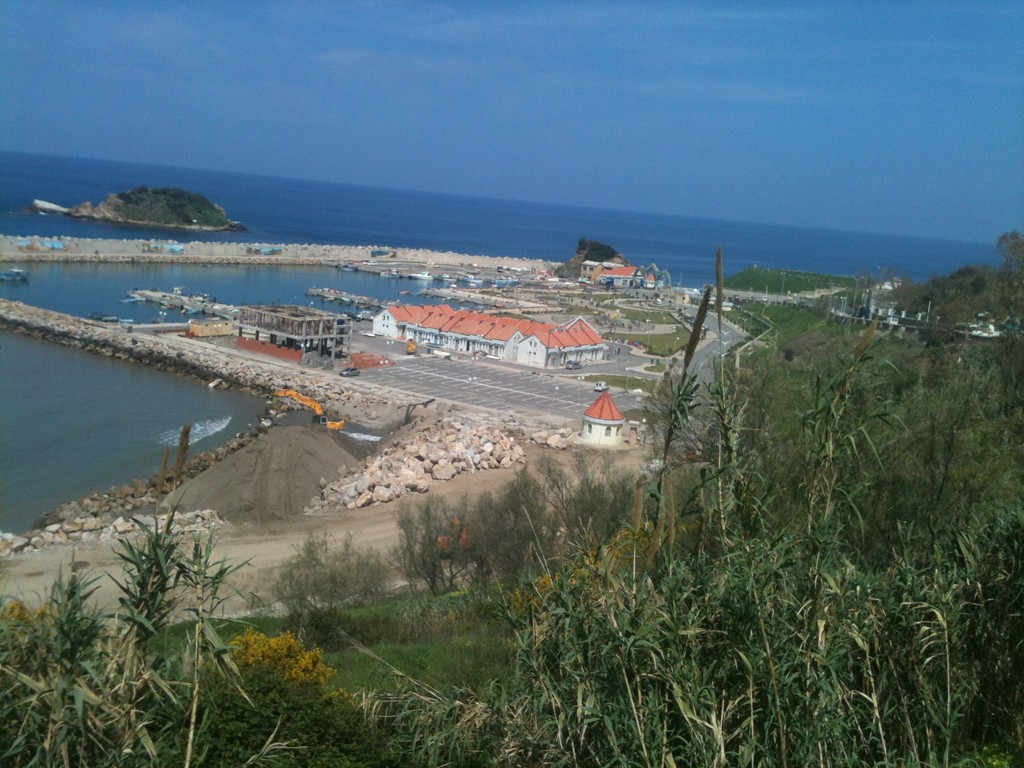
Port de Tigzirt
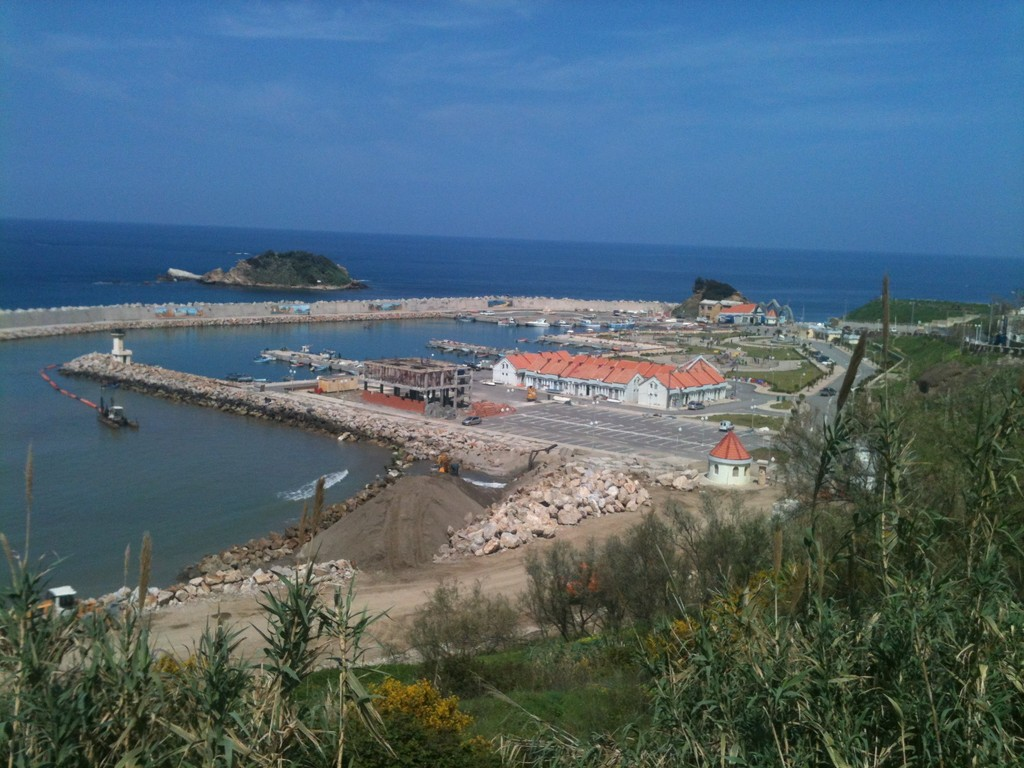
Port de Tigzirt 3

## Histoire

### Guerre d'Algérie
Durant la Guerre d'Algérie, la commune abrite de nombreux maquisards (combattants pour l'indépendance). En 1956, le lieutenant-colonel David Galula et le lieutenant Perrier dirigent un commando de 20 soldats chargé d'éliminer les combattants FLN d'Aït Aïssa Mimoun.

## Économie
La ville possède une zone industrielle, Tala Athmane, zone d'activité de 96 hectares. Un seul marché de gros en fruits et légumes, en plein essor économique. Le découpage administratif de 1984, à l'origine de la  création de la commune de Aït Aïssa Mimoune, n’a pas pris en considération les limites naturelles que sont généralement les oueds. Autrement dit, sur le plan géographique, historique et sociologique, cette zone, dénommée jadis Agouni Tiguits, est un prolongement naturel du territoire de la commune de Aït Aïssa Mimoun.
Ce découpage « a été hérité des frontières ségrégationnistes coloniales, qui a consacré les plaines fertiles aux colons et les terres arides, montagneuses et stériles aux Algériens ». Cependant, l’intégration de cette zone, dans le territoire de la commune d'Aït Aïssa Mimoun, nécessite un éventuel redécoupage administratif.

## Enseignement et formation
La commune compte un collège à Tala ililane et à Akaoudj et un lycée mixte à Tiplakine ainsi qu'une annexe d'un centre de formation professionnelle dépendant du centre de formation professionnelle de Djebla à Ouaguenoun (INSFP Djebla à Ouaguenoun).
La commune est dotée d'un lycée: le lycée Aoudiai Mohamed.

## Sport
La commune dispose d'un stade de football et est dotée aussi d'une maison de jeunes, où l'on pratique de la musique moderne et chaabi, le dessin pour enfants, la couture et broderie sur machine, Initiation a la photographie, danse folklorique chaoui et kabyle, Initiation a l'informatique et l'infographie. Ce centre culturel inclut également des clubs de théâtre amateur, d'astronomie, de botanique, Club de petits débrouillards, jeux d'échecs, baby foot, Tennis de table et un Club de jonglerie. Ce centre dispose aussi d'une salle de sport où sont exercés les arts martiaux tel que le karaté do et la boxe chinoise. Le CSO d'Oumlil et L’US Akaoudj sont les équipes de football de la commune et sont affiliées à la ligue de Tizi Ouzou.
Les équipes locales Thala Gahya, Laâziv, Mendjah, Ikhelouiyene, Thiplakine, Iffouzer, Ighil Bouchène et Imekecherène participent aux tournois honorifiques qu'organise la commune.

## Personnalités
- Mohand Arab Bessaoud, un des fondateurs de l'Académie berbère de Paris, officier du FLN-ALN jusqu'à l'indépendance.